# European Project for Ice Coring in Antarctica
European Project for Ice Coring in Antarctica (EPICA) je evropský mnohonárodní projekt pro hluboké vrty do ledu v Antarktidě. Jeho hlavním úkolem je získat ucelené informace o klimatických a atmosférických podmínkách z minulosti, které jsou uzavřeny v mocných vrstvách ledu Antarktidy, tak, že jsou porovnávány s podobnými vzorky získanými v Grónsku (GRIP a GISP. Po vyhodnocením těchto vzorků bude možné získat informace o variabilitě změn klimatu a mechanismu prudkých změn klimatu poslední doby ledové.